# Edina, Missouri
Edina är en stad i Knox County i delstaten Missouri i USA. Befolkningen uppgick till 1 176 vid folkräkningen år 2010. Edina är administrativ huvudort (county seat) i Knox County.